# 内藤杏圃
内藤 杏圃（ないとう きょうほ、嘉永5年（1852年） - 明治37年（1904年）7月）は明治期に活躍した日本画家。本名は敬典（けいてん）。

## 略歴
嘉永5年（1852年）、駿河国（現静岡県）に永田卓道の次男として生まれ、内藤氏の養子となり内藤家を継いだ。
画を好み中川梅縁、福田半香に学び書もよくした。
明治維新後、明治12年（1879年）、書の腕をかわれ静岡県庁で辞令や文書の揮毫の職にもつく。
明治37年（1904年）7月死去。53歳。
| スタブアイコン | サブスタブ | この項目は、まだ閲覧者の調べものの参照としては役立たない、人物に関連した書きかけの項目です。この項目を加筆・訂正などしてくださる協力者を求めています（P:人物伝/PJ:人物伝）。 |